# بيتر جيمس (مصور سينمائي)
بيتر جيمس (بالإنجليزية: Peter James)‏ هو مصور سينمائي أسترالي، ولد في 7 مارس 1947 في سيدني في أستراليا.

## وصلات خارجية
- بيتر جيمس على موقع IMDb (الإنجليزية)
- بيتر جيمس على موقع ألو سيني (الفرنسية)
- بيتر جيمس على موقع أول موفي (الإنجليزية)
- بيتر جيمس على موقع قاعدة بيانات الأفلام السويدية (السويدية)
- بيتر جيمس على موقع قاعدة بيانات الفيلم (الإنجليزية)
- بيتر جيمس على موقع كينوبويسك (الروسية)